# Harald Christ

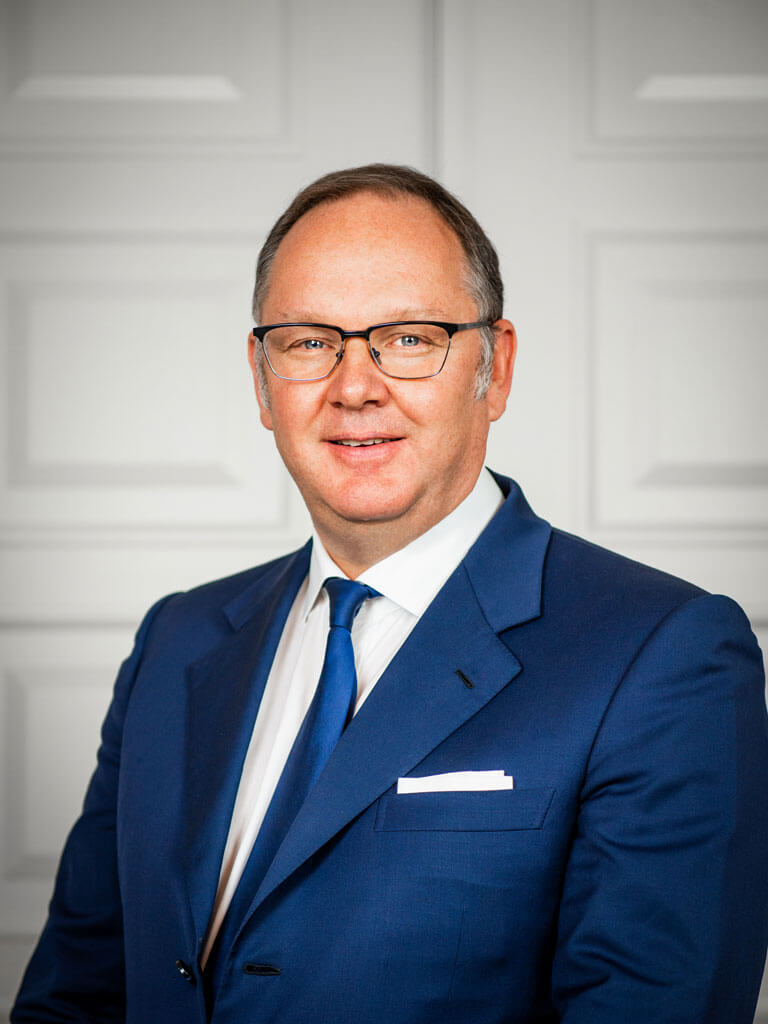
Harald Christ (2019)

Harald Christ (* 3. Februar 1972 in Worms) ist ein deutscher Unternehmer, Politiker (ehemals FDP, davor SPD), Aufsichtsrat und Stifter.

## Leben und Beruf
Christ wuchs in Gimbsheim auf. Seine Mutter war in einer Sektkellerei sowie als Reinigungskraft tätig, sein Vater arbeitete am Fließband bei Opel.
Christ absolvierte in den Jahren 1989 bis 1992 eine Ausbildung zum Industriekaufmann bei den Stadtwerken Worms und eine berufsbegleitende Ausbildung im Bank- und Versicherungswesen.
Im Jahr 2003 gründete er die Conomus Treuhand AG, Berlin. Zwischen 2002 und 2007 war er Geschäftsführer und Gesellschafter der Hamburger Kapitalanlagegesellschaft HCI Capital und der Hammonia Reederei.
Bis Herbst 2007 war Christ Vorsitzender des Vorstands bei der HCI Capital AG und wechselte als Generalbevollmächtigter zur Berliner Weberbank. Im Februar 2013 trat Christ in den Postbank-Konzern ein. Er wurde Anfang März zum Vorsitzenden des Vorstandes der Postbank Finanzberatung AG berufen. Seit Juni 2013 war er zudem als Generalbevollmächtigter der BHW Bausparkasse AG tätig. Christ wurde im Mai 2016 Vorstandsvorsitzender der ERGO Beratung und Vertrieb AG.
Christ war Aufsichtsratsmitglied bei mehreren Unternehmen, unter anderem bis August 2020 bei der Galeria Karstadt Kaufhof GmbH und bis Juni 2020 bei der Ergo Beratung und Vertrieb AG. Bei der Signa Retail Selection AG, einem Schweizer Gemeinschaftsunternehmen von Signa Holding und Central Group, fungierte er bis August 2020 als stellvertretender Vorsitzender des Beirates. Bei der Ernst Russ AG sitzt er dem Aufsichtsrat vor. Derzeit (Stand: 2024) ist Harald Christ Geschäftsführer des durch ihn gegründeten Beratungsunternehmens Christ&Company Consulting GmbH.

## Lehre
Seit Februar 2018 ist er Hochschuldozent der Dualen Hochschule Baden-Württemberg (DHBW) im Bachelor-Studiengang Finanzdienstleistungen, seit April 2019 als Lehrbeauftragter an der Philosophischen Fakultät der Rheinischen Friedrich-Wilhelms-Universität Bonn tätig. In den Jahren 1998 bis 2001 war er für die Berufsakademie Mannheim engagiert und hielt Gastvorträge im Rahmen der Oxford University German Society (2011) und der Cambridge University German Society.

## Politik
Christ begann im Jahr 1988 sein politisches Engagement in der SPD für die Jusos. 2006/2007 war Christ Landesschatzmeister und zugleich Mitglied des geschäftsführenden Landesvorstandes der SPD in Hamburg. Im April 2010 wurde er zum Landeskassierer der Berliner SPD gewählt und gehörte damit dem geschäftsführenden Landesvorstand bis zum Sommer 2012 an. Im Februar 2015 war Christ Gründungsmitglied des Wirtschaftsforums der SPD. Bis September 2019 war er Schatzmeister des Vereins und anschließend Vizepräsident bis 2020.
Im Juli 2018 ernannte der SPD-Parteivorstand Christ zum Mittelstandsbeauftragten. Im September 2019 gab er seinen Rücktritt von diesem Posten zum Dezember 2019 bekannt.
Im Dezember 2019 trat Christ nach 31 Jahren Mitgliedschaft aus der SPD aus. Im März 2020 schloss er sich der FDP an. 2020 bis 2022 war Christ Bundesschatzmeister der FDP. Am 1. Dezember 2024 trat Christ im Zuge der  D-Day-Affäre aus der FDP aus.
Christ spendete im Juli 2023 insgesamt 253.000 Euro an FDP, SPD, Grüne und CDU. Christ erhofft sich von seinen Parteispenden „eine Stärkung der Parteiendemokratie“.

## Kulturelles und soziales Engagement
Christ ist Mitbegründer und Ehrenvorsitzender des SOS '86 Kinder von Tschernobyl e. V., wobei er in diesem Kontext ein Projekt in Zusammenarbeit mit der Taras-Schewtschenko-Universität fördert. Er war Mitglied des Stiftungsvorstands der EBS Universität für Wirtschaft und Recht, Wiesbaden, (2013–2014) und Mitbegründer sowie stellvertretender Vorstandsvorsitzender des Förderkreises der Bundesstiftung Magnus Hirschfeld e. V. (2014–2015). Seit 2015 ist er Mitglied des Kuratoriums der Nibelungenfestspiele Worms. Im Jahr 2016 war er Großspender bei Wormatia Worms.

## Stiftung
Im Jahr 2020 gründete Christ die Harald Christ Stiftung für Demokratie und Vielfalt, deren Vorsitzender er ist. Die Stiftung hat insbesondere die Unterstützung Heranwachsender und demokratische Erziehung zum Ziel. Der Verein stiftet die Preisgelder des queeren Filmpreises Teddy Award, der seit 2020 jährlich im Rahmen der Berlinale vergeben wird.

## Veröffentlichungen
- Mit Peter Gassmann: 4.Zero. Die ESG-Revolution. Murmann Verlag, 2022, ISBN 978-3-86774-729-5.
- Zukunftsfest. Wie wir die Chancen der 20er Jahre nutzen müssen. Murmann Verlag, 2022, ISBN 978-3-86774-727-1.
- Freiheit und Sicherheit. Ein spannungsgeladenes Begriffspaar für Wirtschaft und Gesellschaft. In: Heimat, Freiheit und Sicherheit. Zur Anatomie eines gespannten Verhältnisses. Tectum Wissenschaftsverlag, 2022, ISBN 978-3-8288-4757-6, S. 394–403.
- Der verkannte Wert der Bildung. In: Wertewandel mitgestalten: Gut handeln in Gesellschaft und Wirtschaft. Verlag Herder, 2012, ISBN 978-3-451-30618-1, S. 41–54.
- Deutschlands ungenutzte Ressourcen – Aufstieg, Bildung und Chancen für alle. ambition Verlag, 2011, ISBN 978-3-942821-07-0.
- Der „Wahl-Berliner“. In: Heino Wiese (Hrsg.): Stolz auf Berlin. Verlag Berlin-Brandenburg, 2011, ISBN 978-3-942476-23-2, S. 32–41.
- Wirtschaftliche Kraft und soziale Gerechtigkeit gehören zusammen. In: Matthias Platzeck, Frank-Walter Steinmeier, Peer Steinbrück (Hrsg.): Auf der Höhe der Zeit: Soziale Demokratie und Fortschritt im 21. Jahrhundert. Berlin, 2007, ISBN 978-3-86602-629-2, S. 161–166.